# عبدون
عبدون(عبری:עבדון בן הלל به معنی «بنده») پسر هالیل پسر برعاثون از قبیله افرایم، از شخصیت‌های تنخ یهودی و عهد عتیق در انجیل است که نخستین بار نامش در کتاب داوران به عنوان سیزدهمین داور بنی‌اسرائیل و در زمرهٔ داوران کوچک آورده شده‌است. عبدون چهل پسر و سی نوه داشت که هر یک بر یک کره الاغ می‌نشستند. مدت حکومت عبدون بر طوایف بنی‌اسرائیل هشت‌سال بود.عبدون در برعاثون در سرزمین افرایم و کوه عمالیقیان به خاک سپرده شد.